# رينيه بينكو
رينيه بينكو (بالألمانية: René Benko)‏ هو رائد أعمال نمساوي، ولد في 20 مايو 1977 في إنسبروك في النمسا.

## وصلات خارجية
- رينيه بينكو على موقع مونزينجر (الألمانية)